# Griffith Peak
Griffith Peak (in lingua inglese: Picco Griffith) è un picco roccioso antartico, alto 1.800 m, situato sul fianco nord della bocca del Ghiacciaio Hueneme, alla congiunzione con il Ghiacciaio Reedy, sul versante settentrionale del Wisconsin Range della catena dei Monti Horlick, nei Monti Transantartici, in Antartide.
Il picco è stato mappato dall'United States Geological Survey (USGS) sulla base di rilevazioni e foto aeree scattate dalla U.S. Navy nel periodo 1960-64.
La denominazione è stata assegnata dall'Advisory Committee on Antarctic Names (US-ACAN), in onore di Raymond E. Griffith, cuoco che faceva parte del gruppo che ha trascorso l'inverno 1961 e 1963 presso la Stazione Byrd.